# Спускаясь и поднимаясь
«Спускаясь и поднимаясь (Восхождение и спуск)» — литография голландского художника Маурица Эшера.
Литография «Спускаясь и поднимаясь» была закончена Эшером в мае 1960 года. Она представляет собой монохромное изображение видения художника — огромное сооружение с нескончаемой лестницей на вершине. Само здание в данном случае выступает как некий отвлекающий фактор от «невозможных» квадратов в верхней части крыши. Квадрат принимает форму лестницы, по которой перемещаются одинаково одетые люди в капюшонах, продолжающих свое восхождение, вопреки тому, что они никогда не смогут подняться выше, словно бы визуально репрезентуя слова автора: «Вы абсолютно уверены, что вы поднимаетесь, когда вы идете вверх по лестнице»

## История создания
Английский ученый Роджер Пенроуз в 1958 году отправляет Эшеру «Невозможные объекты: особый тип визуальной иллюзии» — совместный труд, созданный с отцом математика Л. С. Пенроузом. Статья была опубликована в британском журнале психологии в феврале того же года, где Пенроузы воздавали должное влиянию художника на развитие «невозможных» фигур. Эшер был впечатлен двумя иллюстрациями, сопровождавшими обсуждение невозможных объектов: на одной из них был изображен невозможный треугольник, а на второй — замкнутая лестница, одновременно ведущая вниз и вверх. Вдохновленный иллюстрациями Пенроуза, художник создает два произведения: «Спускаясь и поднимаясь» (1960) и «Водопад» (1961).

## Описание
В письме к сыну Артуру художник писал: «Я занят созданием новой литографии, изображающую лестницу бесконечного восхождения или спуска, если вы увидите её таким образом. По задумке, она должна быть спиралевидной, где верхняя часть лестницы исчезнет в облаках, а нижняя в аду. Она замкнута, кольцевидная интрига, которая как змея ест свой собственный хвост. Тем не менее, её можно нарисовать с правильной перспективы: каждая ступень выше (или ниже), чем предыдущая. Большое количество человеческих фигур ходят по ней в двух направлениях. Одна вереница поднимается в бесконечной усталости; другая же бесконечно спускается» 
В этом произведении художник изображает, по его собственным словам, некий ритуал секты, названной Эшером «неизвестная». Использование одинаковых человеческих фигур придает действию определённую таинственность, добавляя ощущение значимости происходящего, где восхождение или падение персонажей начинает восприниматься на новом сакральном уровне.
Но помимо этих фигур, в пространстве литографии можно увидеть и двух не участвующих в процессии и, более того, даже некоторым образом противопоставленных сим участникам персонажей, замерших на нижних этажах здания. Они имеют эмблематическое значение. Эшер называл их «символами свободных людей, не приветствующих согласованности»
Эшер писал о своей литографии:
«Восхождение и спуск» представляет собой комплекс зданий, своего рода монастырь с прямоугольным внутренним двором. Быть может, они монахи, члены какой-то неизвестной секты. Это может быть частью их ежедневного ритуала, в обязанности которых входит подняться по этой лестнице по направлению часовой стрелки в течение определённого времени. Когда они устанут, они смогут изменить направление и спуститься вниз на некоторое время. Оба эти передвижения, лишенные какого-либо смысла, одинаково бесполезны"
В книге «Волшебное зеркало М. К. Эшера» Бруно Эрнст анализировал работы Эшера, основываясь, в первую очередь, на объяснениях самого художника. Однако, спустя некоторое время автор говорил: «Только годы спустя я осознал, что литография „Восхождение и спуск“, как её интерпретировал Эшер, была не невозможным объектом, а скорее искаженной фигурой, которая очень даже вероятно, может быть построена в трех измерениях, в то время как лестница Пенроуза действительно невозможна»
Сам же художник так описывал мотив «невозможной» лестницы в своем произведении: «Эта лестница довольно печальная. Пессимистичный предмет, также будучи очень глубоким и абсурдным. Да, да, мы поднимаемся вверх и вверх. Мы представляем, как мы поднимаемся; каждый шаг около десяти дюймов, ужасно утомительно и куда же она приведет нас? Вникуда; мы не можем сделать шаг ни дальше ни выше. Точно также и не выйдет быстро спустится вниз»
После завершения работы Эшер совершил поездку в Канаду осенью 1960 года. Он писал, что поводов для поездки у него было несколько, а именно:
«Во-первых, я хотел увидеться со своей внучкой, которой было всего 8 месяцев, с тех пор, когда я в первый раз увидел её. Во-вторых, я продвигал „бизнес“ лекциями по своей работе в Англии, Соединенных Штатах и в Канаде; и на конец в-третьих, я провел шесть месяцев отдыхая на лодке»
Там он участвует в двух математических конференциях, а также приступает к подготовительным работам для создания его последней литографии, изображающую невозможную архитектуру — «Водопад».